# Atlético Clube Santa Rita
O Atlético Clube Santa Rita é um clube esportivo brasileiro sediado em Santa Rita, no estado da Paraíba.
No ano de 2021, fez parceria com o  Internacional-PB , onde disputou a categoria Sub-19 do Campeonato Paraibano. No ano de 2023, foi confirmado sua primeira participação em competições profissionais, na terceira divisão estadual, onde garantiu o vice-campeonato e acesso.